# Zona Odobescu
Odobescu este un cartier din Timișoara. Acesta este amplasat în partea de centru-sud a orașului. Inițial, aici erau grădinile celor care locuiau în Elisabetin sau Iosefin, iar după 1985 aici s-a început construcția unor blocuri și au fost demolate unele case. Pentru această zonă regimul comunist planifica să ridice la începutul anilor ’90 un cartier modern, unicat. Planul era ca fiecare imobil să fie unicat iar proiectele să fie realizate de arhitecți timișoreni însă Revoluția a oprit acest lucru..